# Johannes Michael Speckter

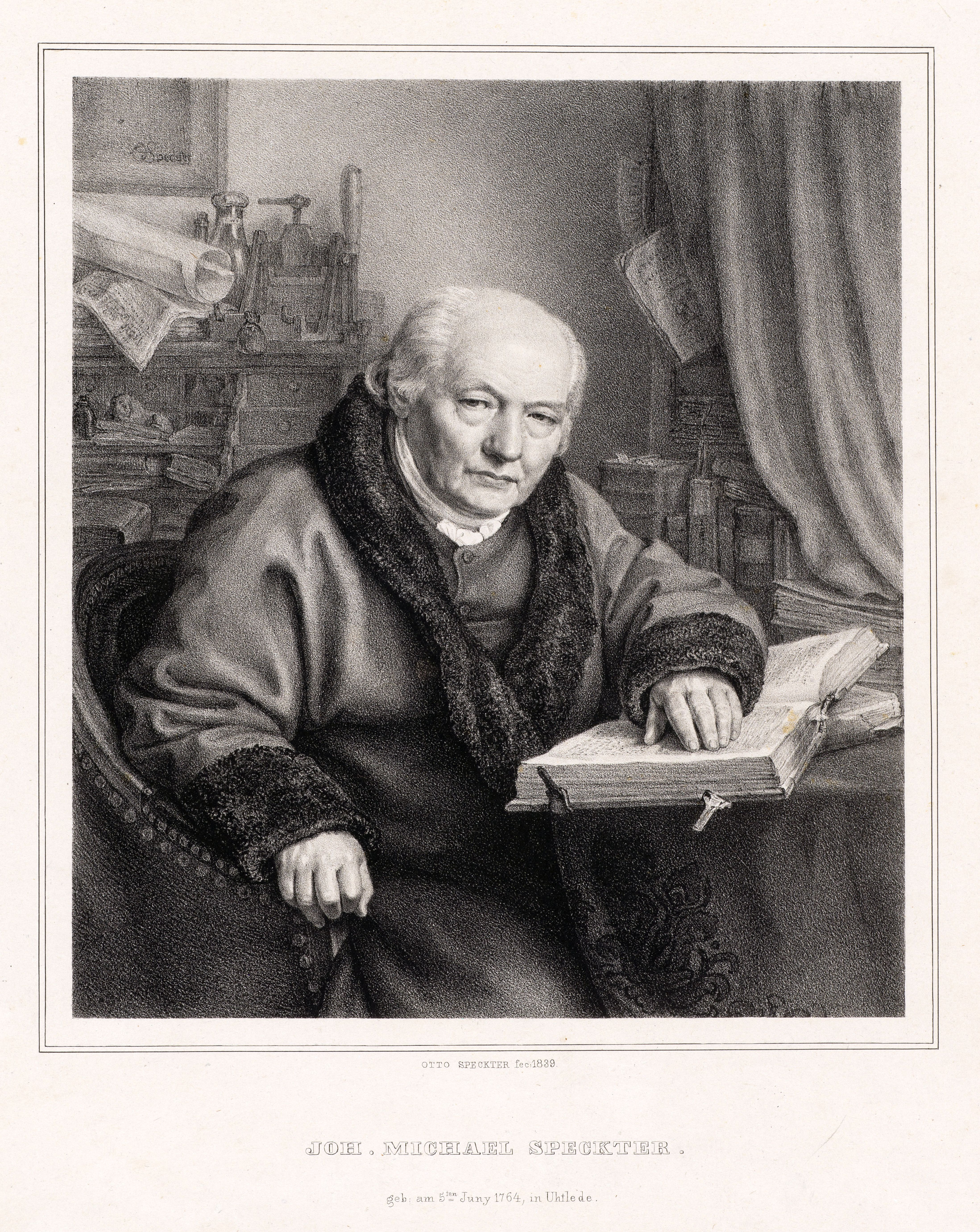
Johannes Michael Speckter, 1839 porträtiert von Otto Speckter

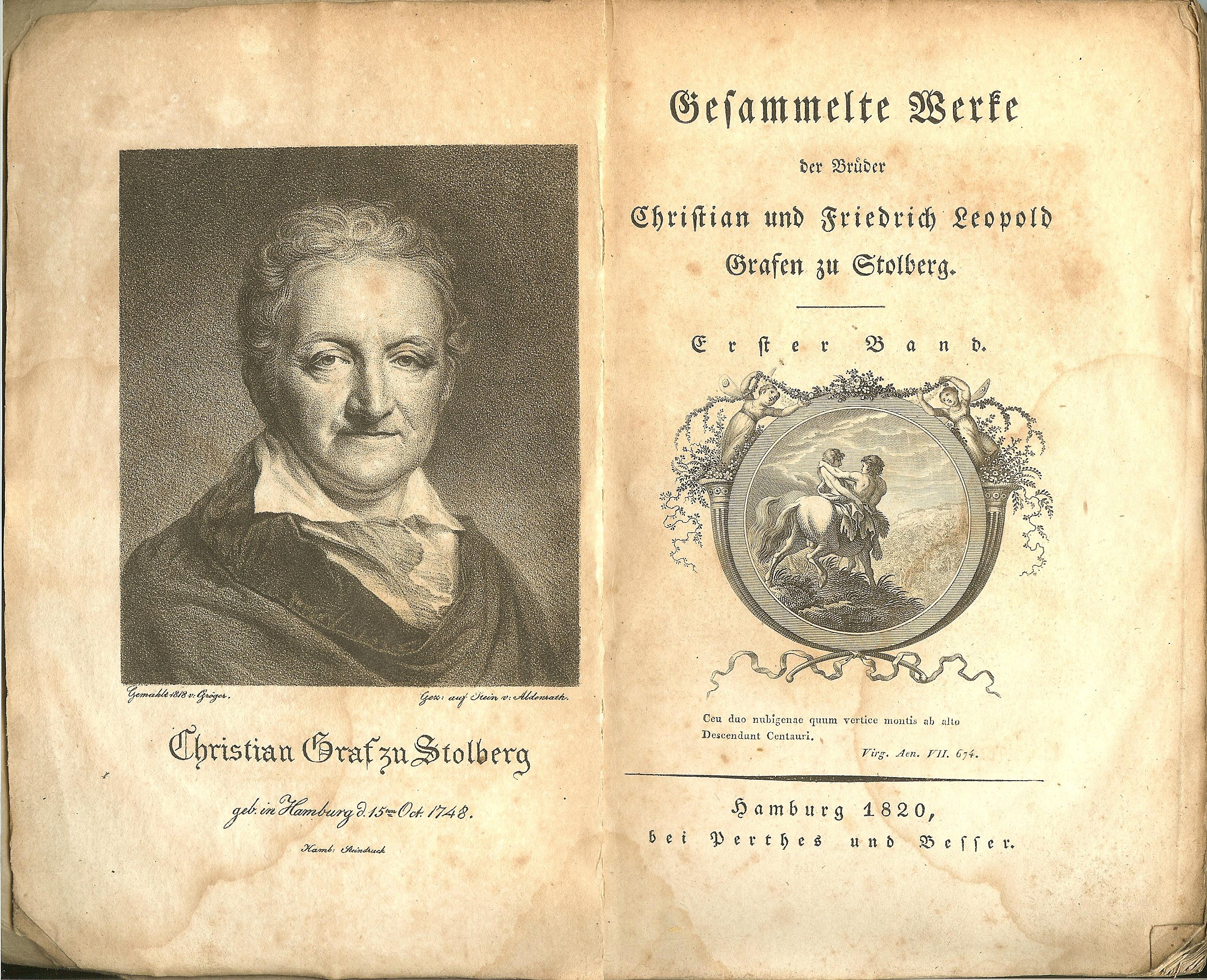
Hamburg: Steindruck von 1820

Johannes Michael Speckter oder Johann Michael Speckter und Johann Michael Specter (geboren 5. Juli 1764 in Uthlede; gestorben 1. März 1845 in Hamburg) war ein deutscher Lithograf und ein bedeutender Graphik-Sammler.

## Leben
Speckter war einer von drei Söhnen – von denen zwei früh verstarben – des aus Rühstädt stammenden und in Uthlede tätigen Küsters und Schulmeisters Paul Andreas Specketer (gestorben 1772) und der Dorothe Alheit (1724–1781), Tochter des Uthleder Kirchgeschworenen Otto Hase.
Er zog um 1785 nach Hamburg. Unter dem Einfluss des Architekten Ernst Georg Sonnin arbeitete er zunächst auf ein Architekturstudium hin, studierte jedoch dann am Akademischen Gymnasium Mathematik. In den 1790er Jahren wandte er sich einer kaufmännischen Tätigkeit zu, betätigte sich aber auch als Sammler und Händler von Kupferstichen und Radierungen.

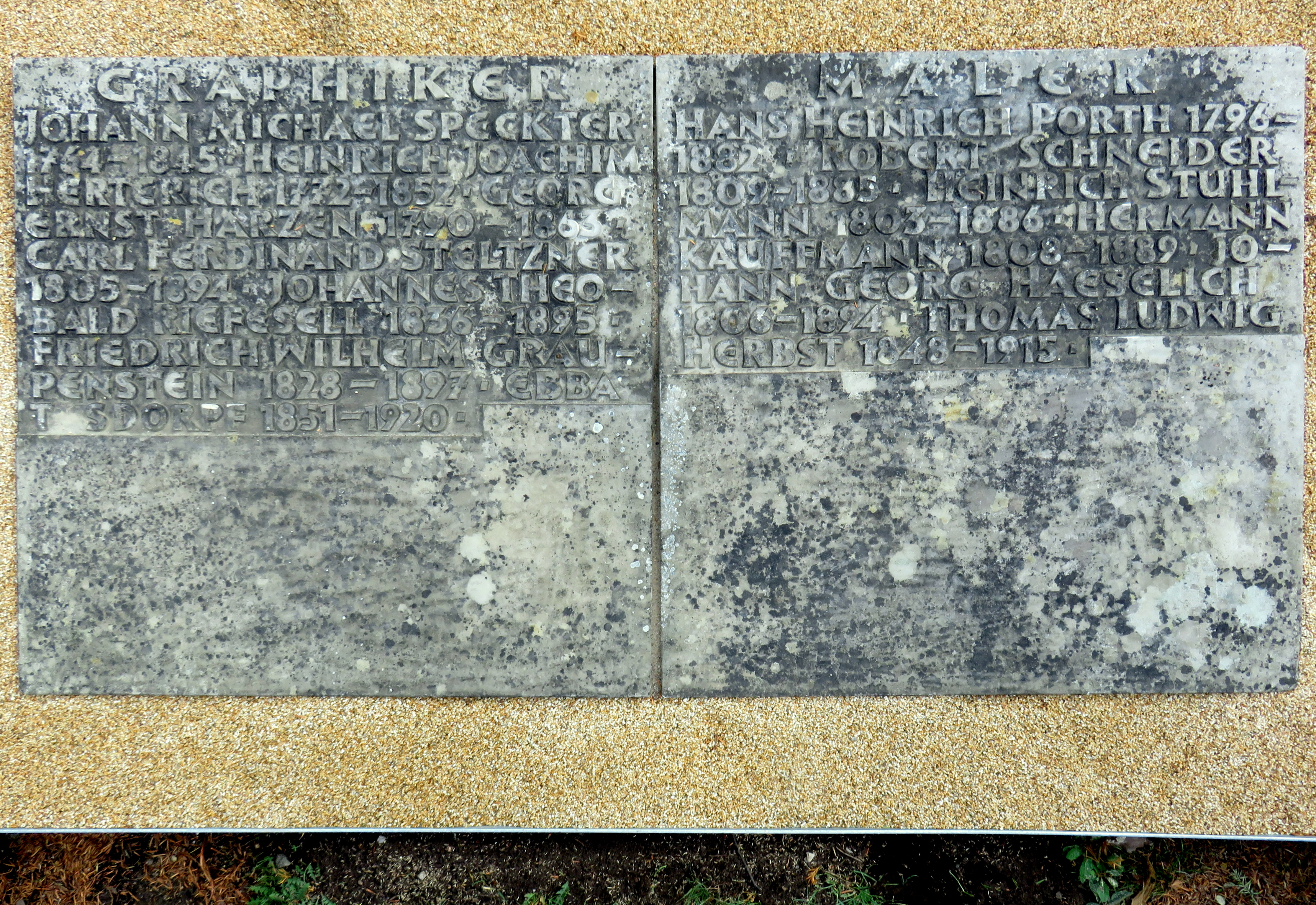
„Johann Michael Speckter“, Sammelgrabmal Graphiker (links), Friedhof Ohlsdorf

1818 holte er die noch neue Technik der Lithografie nach Norddeutschland. Er gab sein Handelsgeschäft auf und gründete gemeinsam mit Heinrich Joachim Herterich (1772–1852), der die Fachkenntnisse und Gehilfen aus München mitbrachte, die erste lithografische Anstalt in Norddeutschland, die Firma Hamb. Steindruckerei Speckter & Herterich, ab 1829 dann Speckter & Co. Die Firma wurde bald sehr erfolgreich. Unter anderem ließen Gröger & Aldenrath (Friedrich Carl Gröger und Heinrich Jacob Aldenrath) hier ihre Porträt-Lithografien drucken.
Die Lithografische Anstalt wurde 1834 von seinem Sohn Otto Speckter übernommen. Dieser und auch sein Bruder Erwin wurden als Maler und Lithografen bekannt.
Johannes Michael Speckters bedeutende Sammlung von Kupferstichen bildete den Grundstock für das Kupferstichkabinett der Hamburger Kunsthalle.
Im Bereich des Althamburgischen Gedächtnisfriedhofs des Ohlsdorfer Friedhofs wird auf dem Doppel-Sammelgrabmal Graphiker (mit Maler) unter anderen an Johannes Michael Speckter erinnert.